# Kragerø (gemeente)
Kragerø is een gemeente in de Noorse provincie Telemark.
De gemeente telde 10.586 inwoners in januari 2017.

## Plaatsen in de gemeente
- Kil
- Kragerø (plaats)
- Vadfoss/Helle
- Skåtøy
- Sannidal
- Stråholmen
- Jomfruland
- Portør

## Geschiedenis

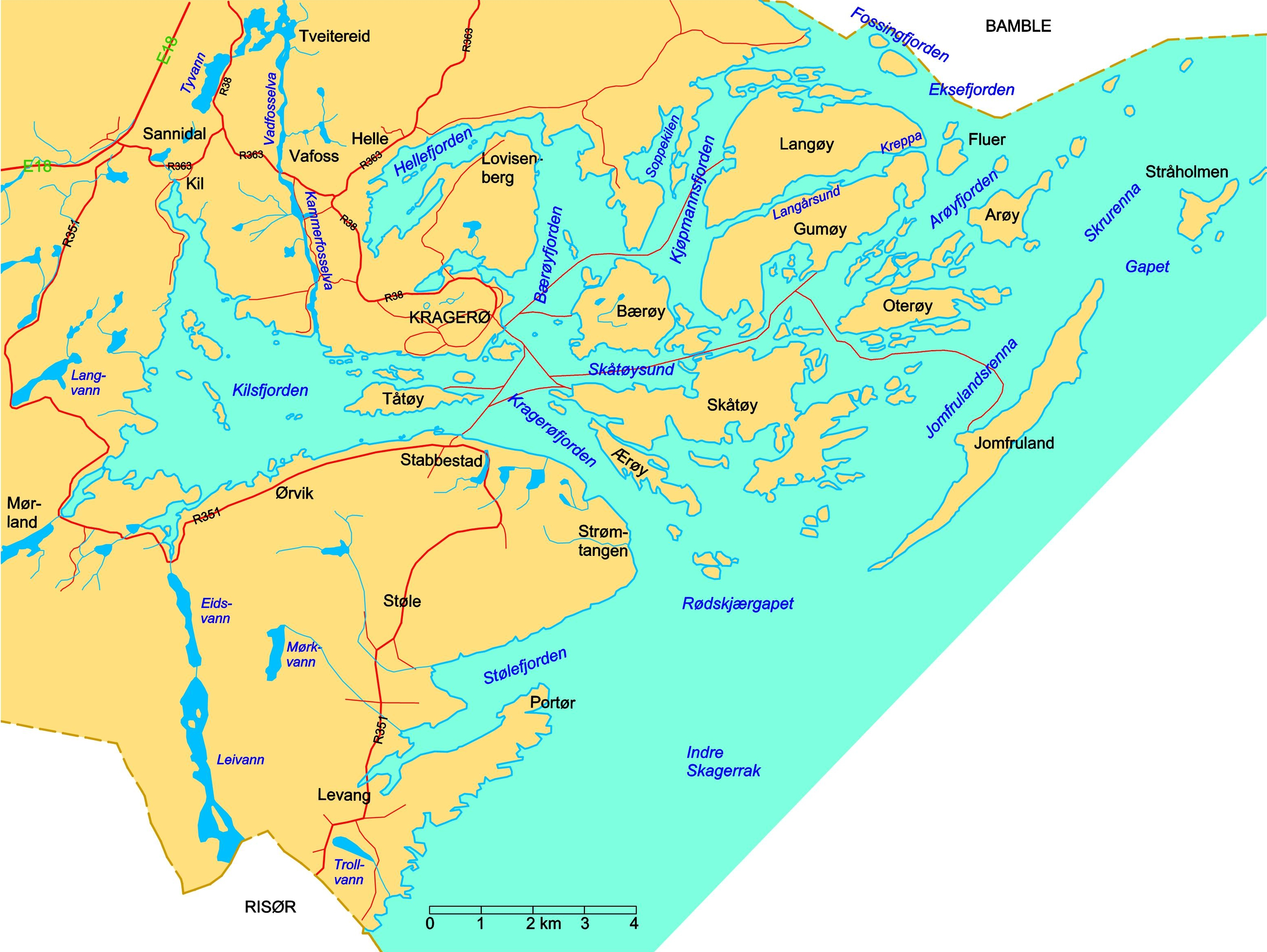
Geografie van Kragerø

De gemeente werd in 1838 opgericht. Ten tijde van de zeilvaart was Kragerø een van Noorwegens belangrijkste havensteden. In 1960 werden de gemeenten Sannidal en Skåtøy geannexeerd. Tegenwoordig is het toerisme van belang: De gemeente telt 4000 vakantiehuisjes.

## Geografie
De gemeente telt 190 zoetwatermeren en 495 grotere en kleinere eilanden.

## Bezienswaardigheden
Kerk van Sannidal, van 1771, waarvoor een oude staafkerk gewijd aan Sint-Laurentius, moest wijken. Resten van de staafkerk zijn in de huidige kerk te zien. Waarschijnlijk stond er in de vikingtijd een heidense tempel (gudehov) op deze plaats.

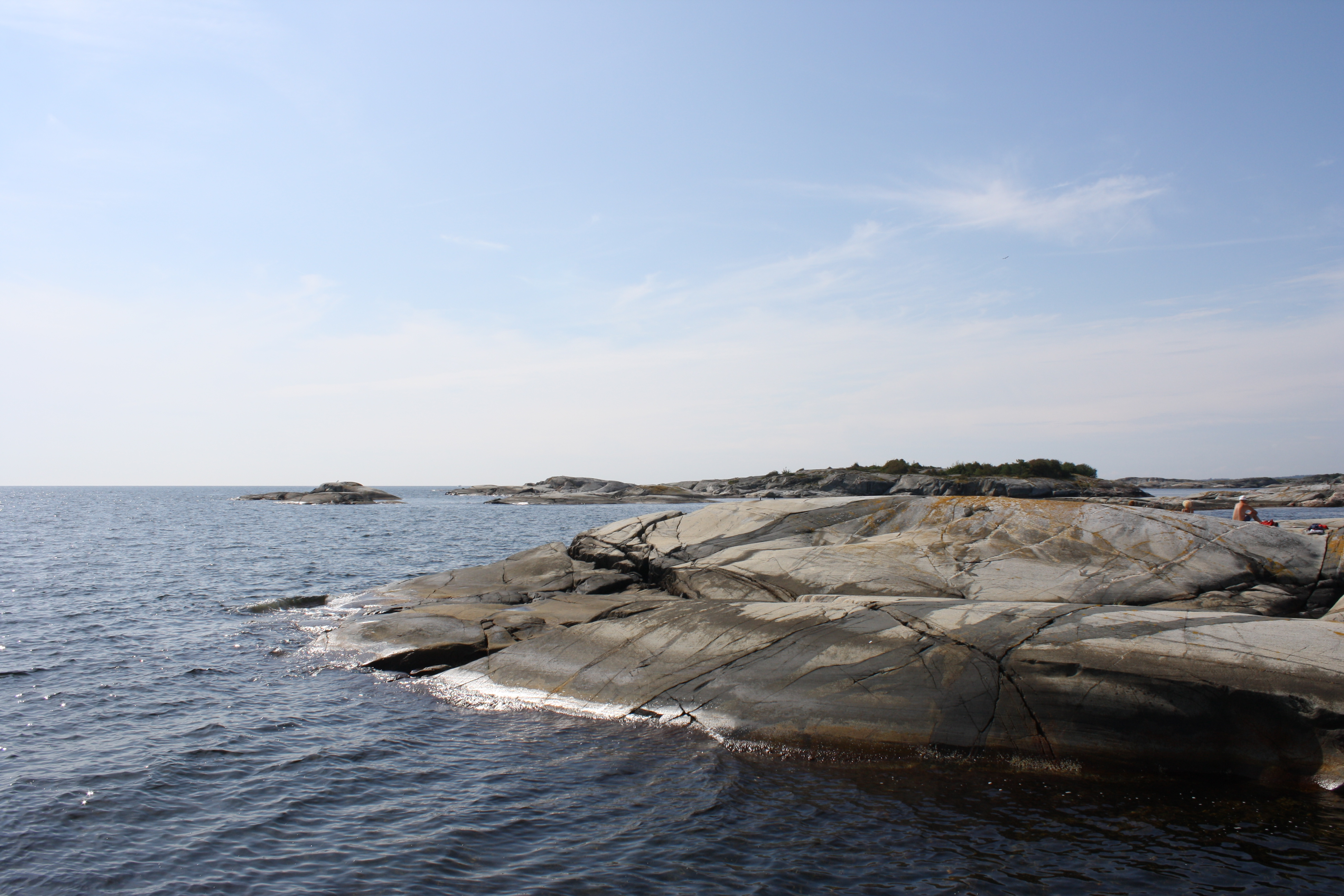
De zee buiten Portør
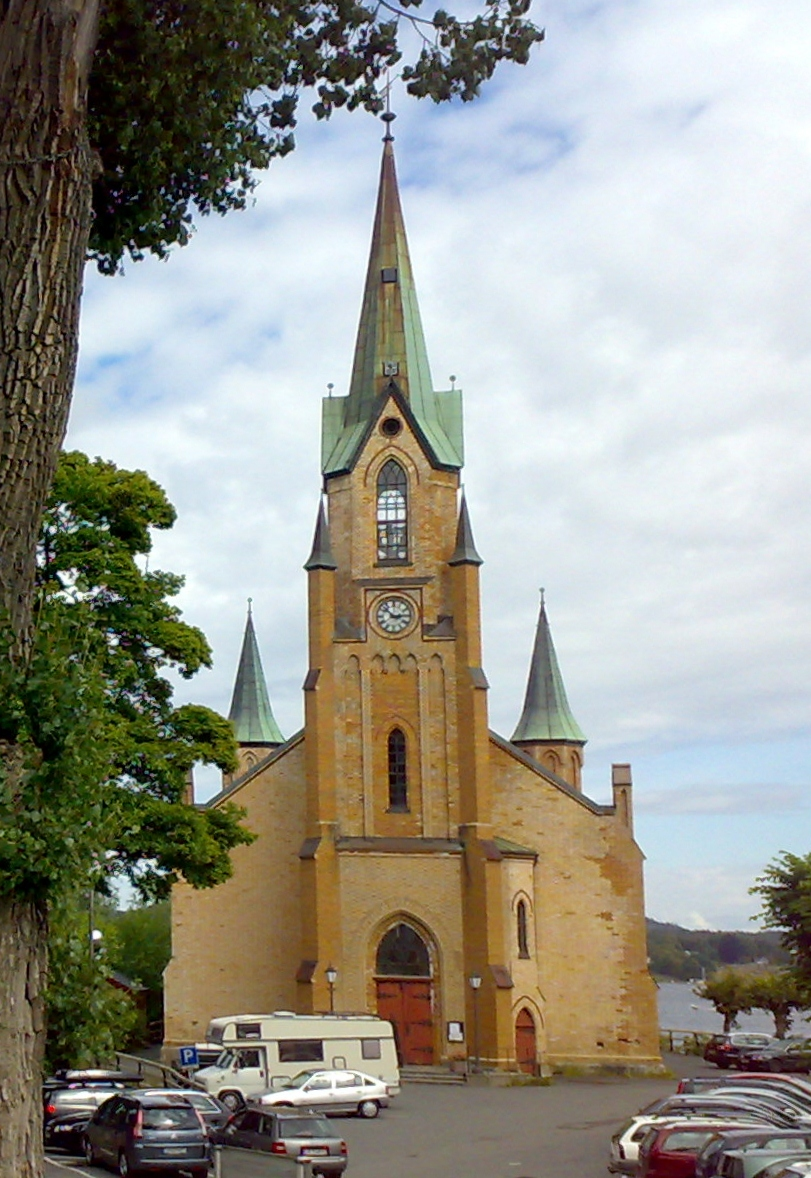
Kerk van Kragerø
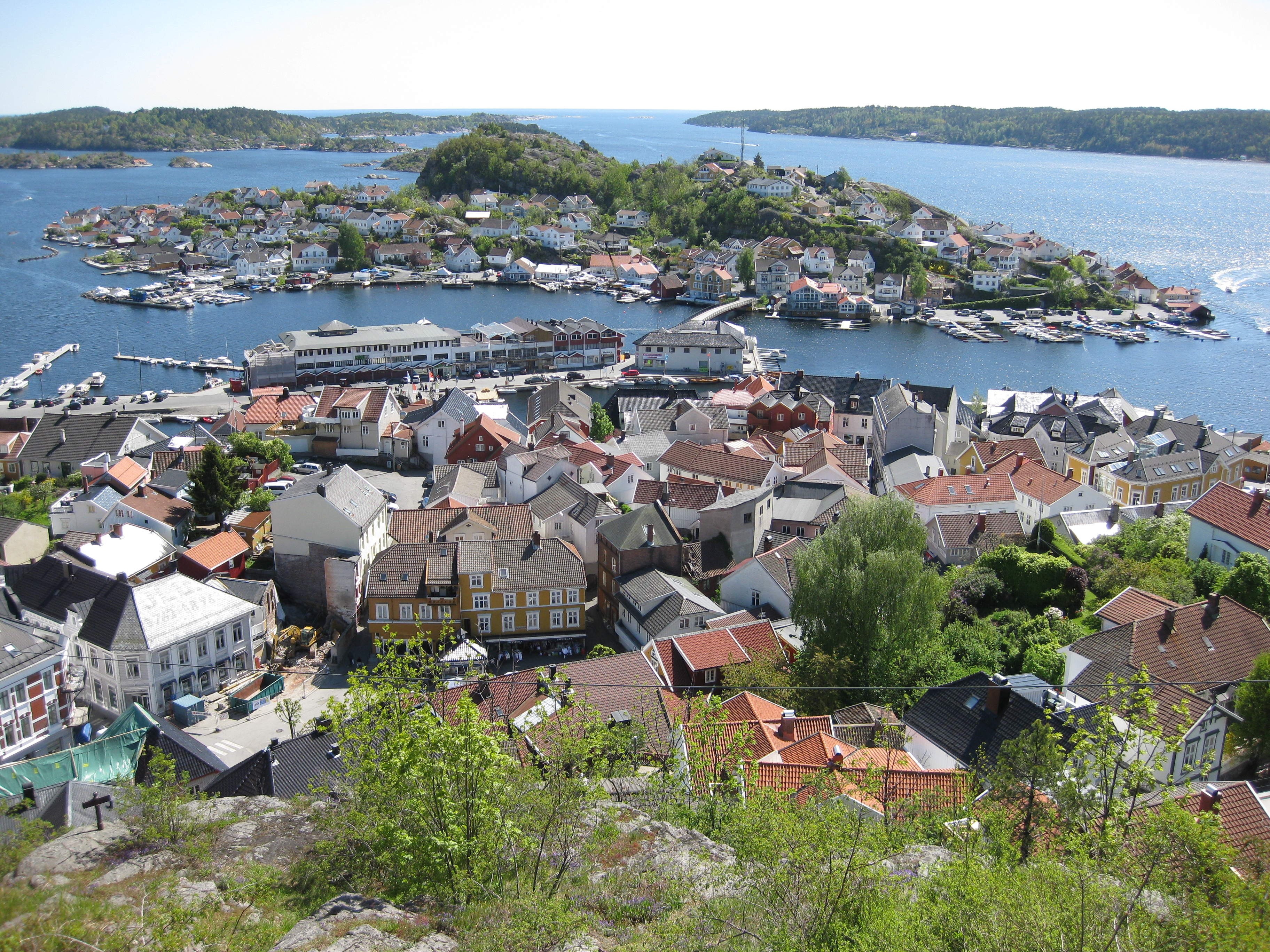
Panorama
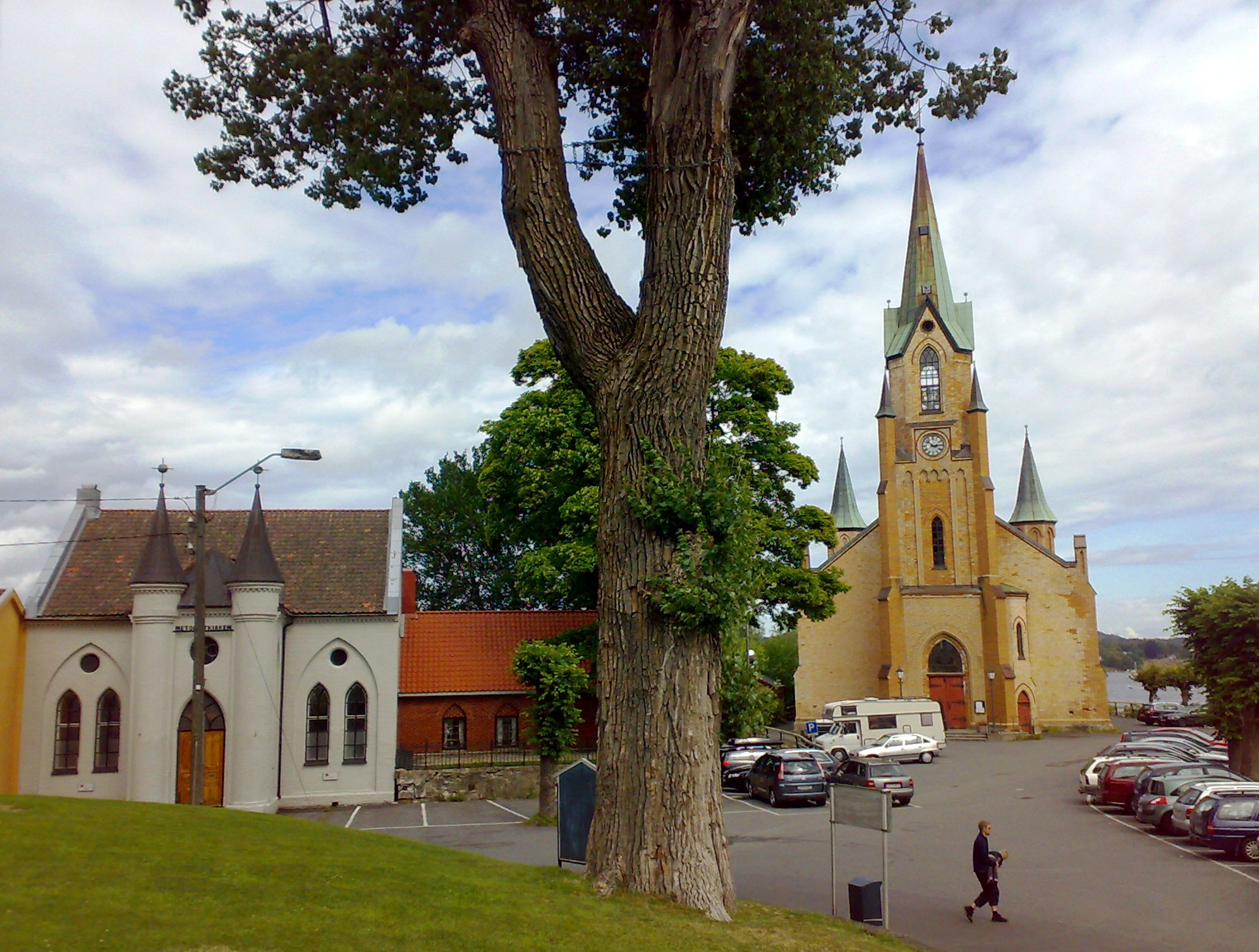
Methodistenkerk (links)
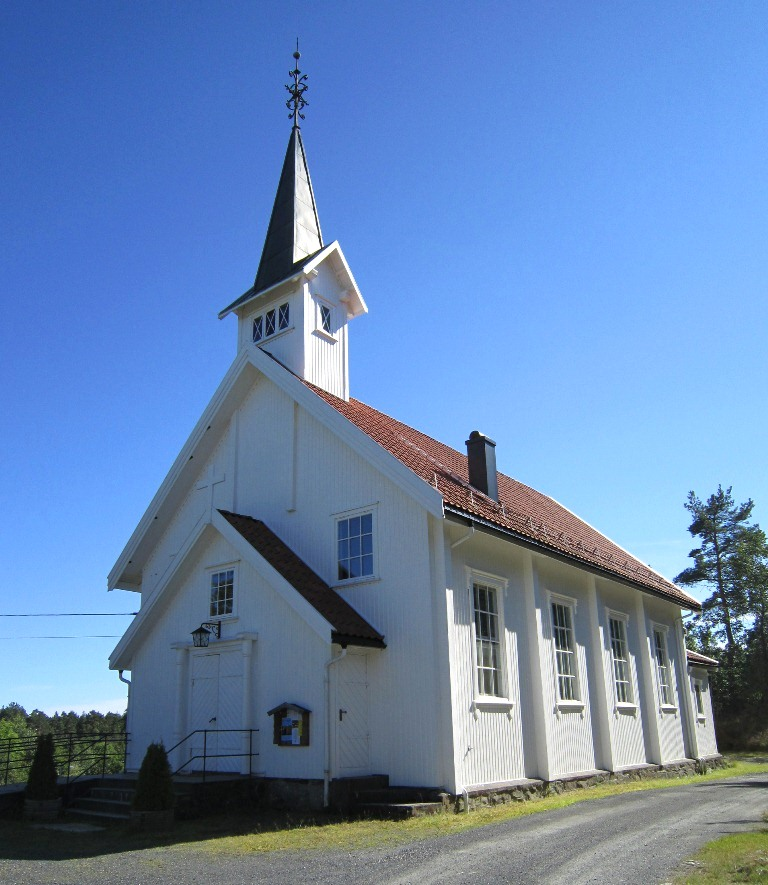
Kerk van Støle
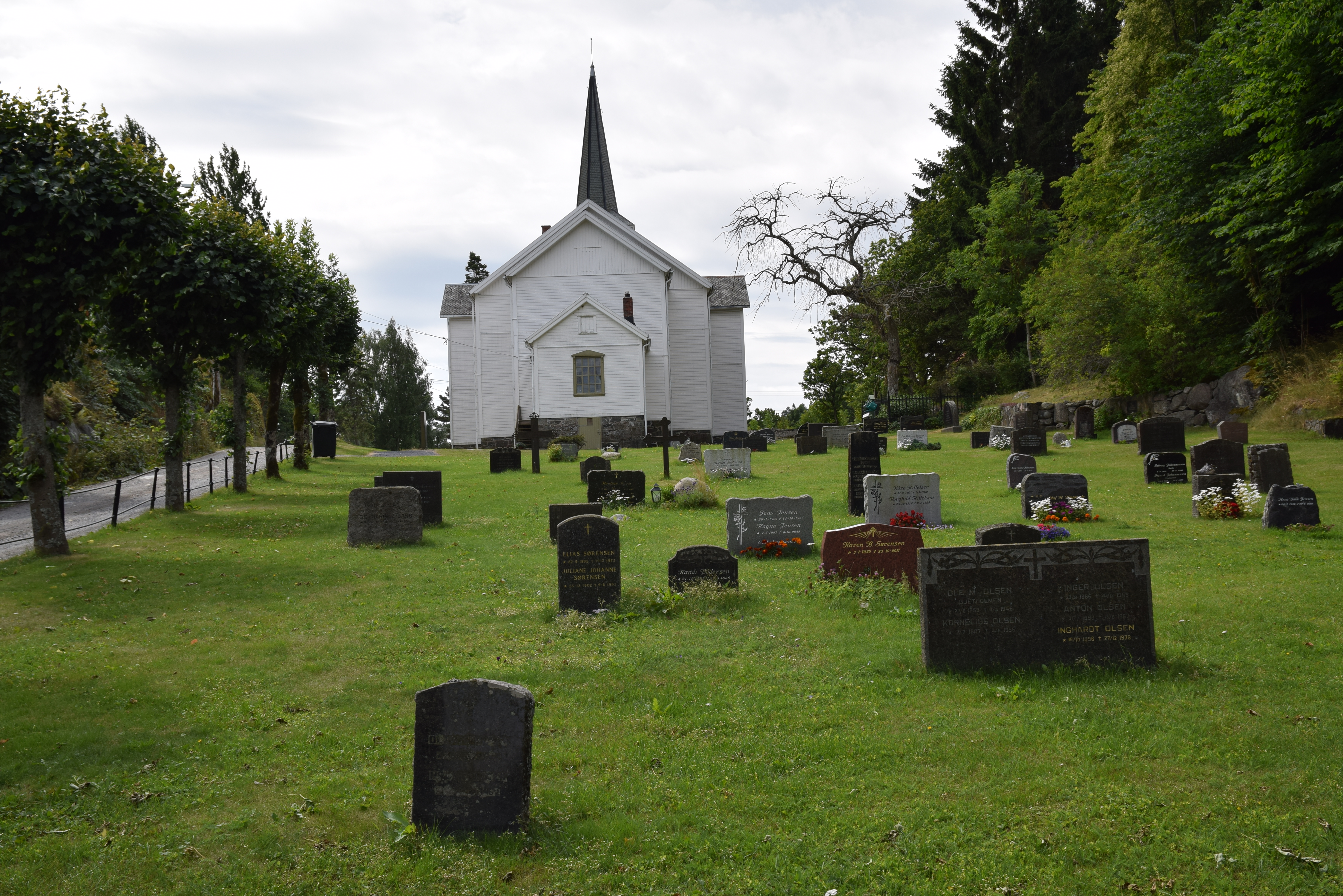
Kerk van Skåtøy

## Bekende mensen uit Kragerø
- Theodor Kittelsen (*1857 - 1914), kunstschilder

Bamble · Drangedal · Fyresdal · Hjartdal · Kragerø · Kviteseid · Midt-Telemark · Nissedal · Nome · Notodden · Porsgrunn · Seljord · Siljan · Skien · Tinn · Tokke · Vinje